# Фигейра (Парана)
Фигейра (порт. Figueira) — муниципалитет в Бразилии, входит в штат Парана. Составная часть мезорегиона Север Пиунейру-Паранаэнси. Входит в экономико-статистический микрорегион Ибаити. Население составляет 8634 человека на 2006 год. Занимает площадь 129,806 км². Плотность населения — 66,5 чел./км².
Праздник города — 20 апреля. 

## История
Город основан в 1982 году.

## Статистика
- Валовой внутренний продукт на 2003 год составляет 26 389 516,00 реалов (данные: Бразильский институт географии и статистики).
- Валовой внутренний продукт на душу населения на 2003 год составляет 2992,35 реалов (данные: Бразильский институт географии и статистики).
- Индекс развития человеческого потенциала на 2000 год составляет 0,711 (данные: Программа развития ООН).

## География
Климат местности: субтропический. В соответствии с классификацией Кёппена, климат относится к категории Cfb.